# Holliday Grainger
Pour les articles homonymes, voir Grainger.
Holliday Grainger, née le 27 mars 1988 à Didsbury, à Manchester est une actrice britannique, jouant principalement dans les séries télévisées. Elle a également été surnommée « Holly Grainger ».

## Biographie
Elle a fait des études de biologie, puis s’est consacrée à la littérature anglaise. Holliday a un très bon niveau d’espagnol. Elle a fréquenté l’école de danse « Madeley » à Didsbury. En 2007, elle a obtenu un diplôme de littérature anglaise à l’université de Leeds.
Holliday commence très jeune une carrière de comédienne à la télévision. En parallèle de son métier d'actrice, elle poursuit des études de littérature anglaise à l'université de Leeds.

### Vie privée
Elle est en couple avec l'acteur Harry Treadaway. Ils ont eu des jumeaux en 2021.

### Carrière
Elle a commencé à jouer à partir de 1994. Le premier rôle à lui apporter un peu de notoriété était celui de 
Sofia, un personnage guest-star de la série Merlin. 
En 2009, elle enchaîne avec le personnage de Meg dans la série Robin des Bois. Holliday n’a joué que dans le 9e épisode de la saison 3, Mésalliance (A Dangerous Deal), aux côtés de Richard Armitage.
Cependant, c'est à l'un des rôles principaux de la série Demons, celui de Ruby, qu'elle doit sa célébrité.
Elle a tourné dans le film Bel-Ami (2012), aux côtés d'Uma Thurman, Christina Ricci et Kristin Scott Thomas. Elle y interprète Suzanne Walter, la fille d'une des conquêtes de Georges Duroy, joué par Robert Pattinson, qui deviendra sa femme par la suite.

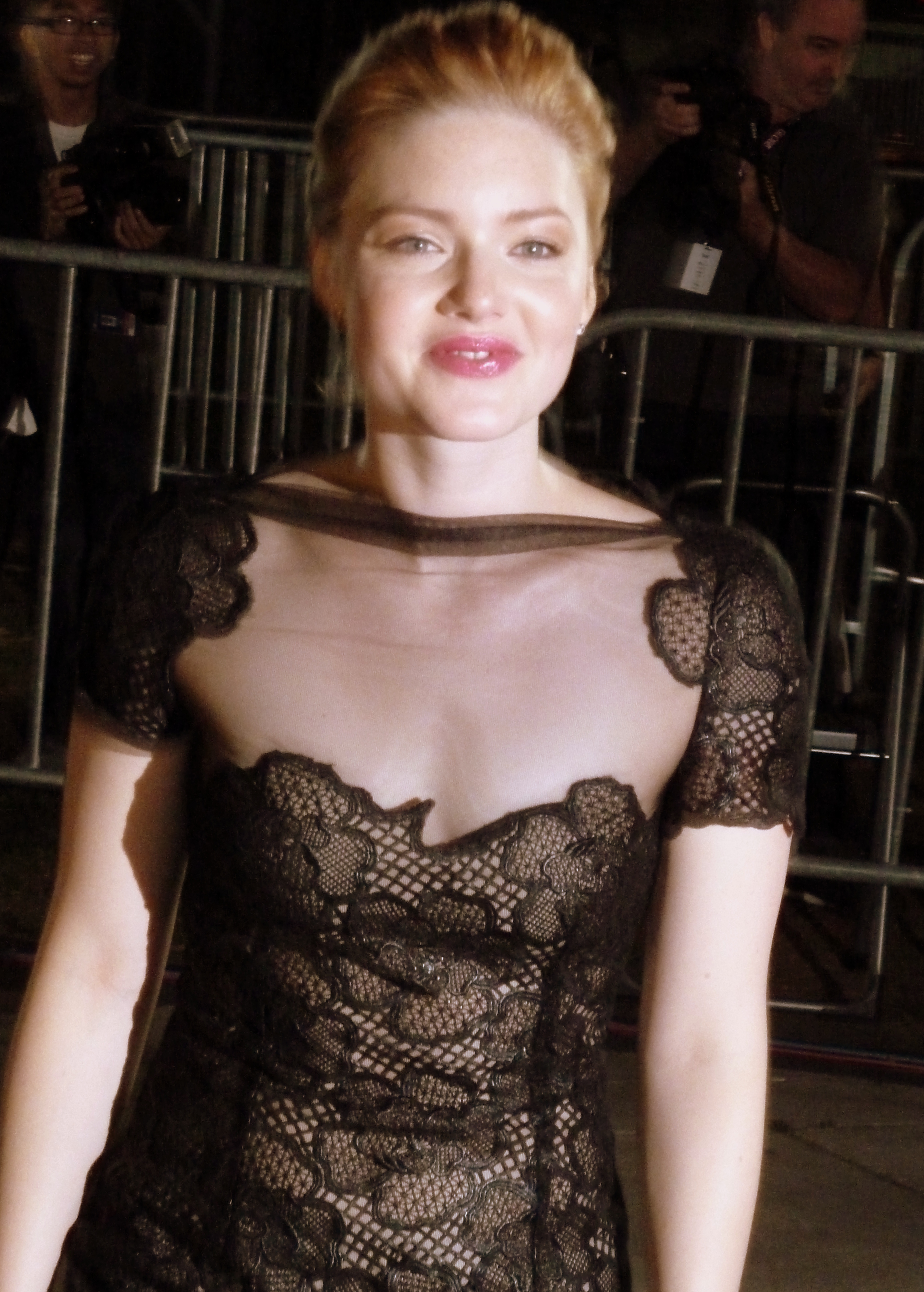
L'actrice à la première de Great Expectations, au Festival International du Film de Toronto 2012.

En 2011, a débuté la première saison de The Borgias, série télévisée américaine relatant l'histoire d'Alexandre VI. Elle y interprète le rôle sulfureux de Lucrèce Borgia aux côtés de Jeremy Irons (Rodrigo Borgia) et François Arnaud (César Borgia).
En 2015, elle apparaît dans le film Cendrillon aux côtés de Richard Madden et Lily James. Elle y interprète le personnage d'Anastasie, la demi-sœur de Cendrillon et la fille cadette de Madame de Trémaine.
Elle apparaît également dans le téléfilm Lady Chatterley's lover, une nouvelle fois aux côtés de Richard Madden mais aussi de James Norton dans ce drame romantique adapté du roman de D.H Lawrence.
Elle joue une troisième fois aux côtés de Richard Madden dans la saison 1 de Philip K. Dick's Electric Dreams, diffusée sur Channel 4 en 2017 et sur Amazon en 2018.
En 2019, elle interprète le rôle de l'inspectrice Rachel Carey, personnage principal féminin, dans la série produite par la BBC One, The Capture.

## Filmographie

### Cinéma

#### Longs métrages
- 2009 : Awaydays de Pat Holden : Molly
- 2009 : The Scouting Book for Boys de Tom Harper : Emily
- 2011 : Jane Eyre de Cary Joji Fukunaga : Diana Rivers
- 2012 : Bel-Ami de Declan Donnellan et Nick Ormerod : Suzanne Walter
- 2012 : De grandes espérances (Great Expectations) de Mike Newell : Estella
- 2012 : Anna Karénine (Anna Karenina) de Joe Wright : La baronne
- 2014 : The Riot Club (Posh) de Lone Scherfig : Lauren
- 2015 : Tulip Fever de Justin Chadwick : Maria
- 2015 : Cendrillon (Cinderella) de Kenneth Branagh : Anastasie Trémaine
- 2016 : The Finest Hours de Craig Gillespie : Miriam
- 2017 : My Cousin Rachel de Roger Michell : Louise Kendall
- 2018 : Tell It to the Bees d'Annabel Jankel : Lydia Weekes
- 2019 : Animals de Sophie Hyde : Laura
- 2024 : Mickey 17 de Bong Joon-ho : Gemma

#### Courts métrages
- 2010 : Colette de Nicola Morris : Colette
- 2012 : Rachael de Rankin : Samantha
- 2014 : Goblin ? de Christian James : Elizabeth
- 2016 : Home de Daniel Mulloy : Holly
- 2017 : Robot & Scarecrow de Kibwe Tavares : Robot (voix)

### Télévision

#### Séries télévisées
- 1994 : All Quiet on the Preston Front : Kirsty
- 1998 - 2000 : Roger and the Rottentrolls : Princesse Kate Beckett
- 2000 : Casualty : Katie Stoppard
- 2000 : Comin' Atcha! : Pauline
- 2001 / 2005 : Doctors : Nita Harmer / Holly Leavis
- 2001 : Inspecteurs associés (Dalziel and Pascoe) : Nichola Crowley
- 2002 : Sparkhouse : Lisa Bolton âgée
- 2003 : The Royal : Carole Green
- 2003 - 2005 : Where the Heart Is : Megan Boothe
- 2005 : No Angels : Simone
- 2006 : Johnny and the Bomb : Rose Bushell
- 2006 : New Street Law : Katie Lewis
- 2007 : Waterloo Road : Stacey Appleyard
- 2008 : Merlin : Sophia
- 2008 : M.I.High : Leah Retsam
- 2008 : Meurtres en sommeil (Waking the Dead) : Nicola Bennet
- 2008 : The Royal Today : Abigail
- 2008 : Fairy Tales : Leeza Gruff
- 2009 : Robin des Bois (Robin Hood) : Meg
- 2009 : Demons : Ruby
- 2010 : Un silence assourdissant (Above Suspicion) : Sharon Bilkin
- 2010 : Any Human Heart : Tess Scabius
- 2010 : Five Daughters : Alice
- 2011 - 2013 : The Borgias : Lucrèce Borgia
- 2013 : Bonnie and Clyde : Dead and Alive : Bonnie Parker
- 2017 : Philip K. Dick's Electric Dreams : Honor
- 2017 - 2018 / 2025 : C.B. Strike (Strike) : Robin Ellacott
- 2018 : Patrick Melrose : Bridget Watson Scott / Lady Gravesend
- 2019 : The Capture : Rachel Carey
- 2025 : The Stolen Girl : Rebecca Walsh

#### Téléfilms
- 1997 : The Missing Postman d'Alan Dossor : Harriet
- 2000 : Daddyfox de John McCormack : Maggie jeune
- 2003 : The Illustrated Mum de Cilla Ware : Star Westward
- 2005 : Magnificent 7 de Kenneth Glenaan : Louise Jackson
- 2007 : The Bad Mother's Handbook de Robin Sheppard : Charlotte
- 2008 : Dis/Connected de Tom Harper : Jenny
- 2009 : Mark's Brilliant Blog de Kirsty Smith : Mary
- 2010 : Stanley Park de Misha Manson-Smith : Dirty Debbie
- 2015 : Lady Chatterley's Lover de Jed Mercurio : Constance Chatterley